# Syrphoctonus canaliculatus
Syrphoctonus canaliculatus är en stekelart som först beskrevs av Hedwig 1939.  Syrphoctonus canaliculatus ingår i släktet Syrphoctonus och familjen brokparasitsteklar. Inga underarter finns listade i Catalogue of Life.